# تفجير تونس 2018
انفجار شارع الحبيب بورقيبة في تونس العاصمة في 29 أكتوبر 2018 هو هجوم انتحاري ذو طابع إرهابي استهدف قوات الأمن التونسي، وأوقع خمسة جرحى وفق احصائيات أولية، إضافة إلى وفاة شخص المرأة الانتحارية.